# Partido judicial de Puenteareas
El Partido judicial de Puentearenas es uno de los 45 partidos judiciales en los que se divide la Comunidad Autónoma de Galicia, siendo el partido judicial n.º 1 de la provincia de Pontevedra.
Comprende a los municipios de Arbo, La Cañiza, Covelo, Creciente, Mondariz, Mondariz-Balneario, As Neves, Puenteareas y Salvatierra de Miño.
La cabeza de partido y por tanto sede de las instituciones judiciales es Puenteareas. La dirección del partido se sitúa en la Avenida de Galicia de la localidad. Puenteareas cuenta con dos Juzgados de Primera Instancia e Instrucción.